# Oberhaverbeck
|  | Per a altres significats, vegeu «Haverbeek». |

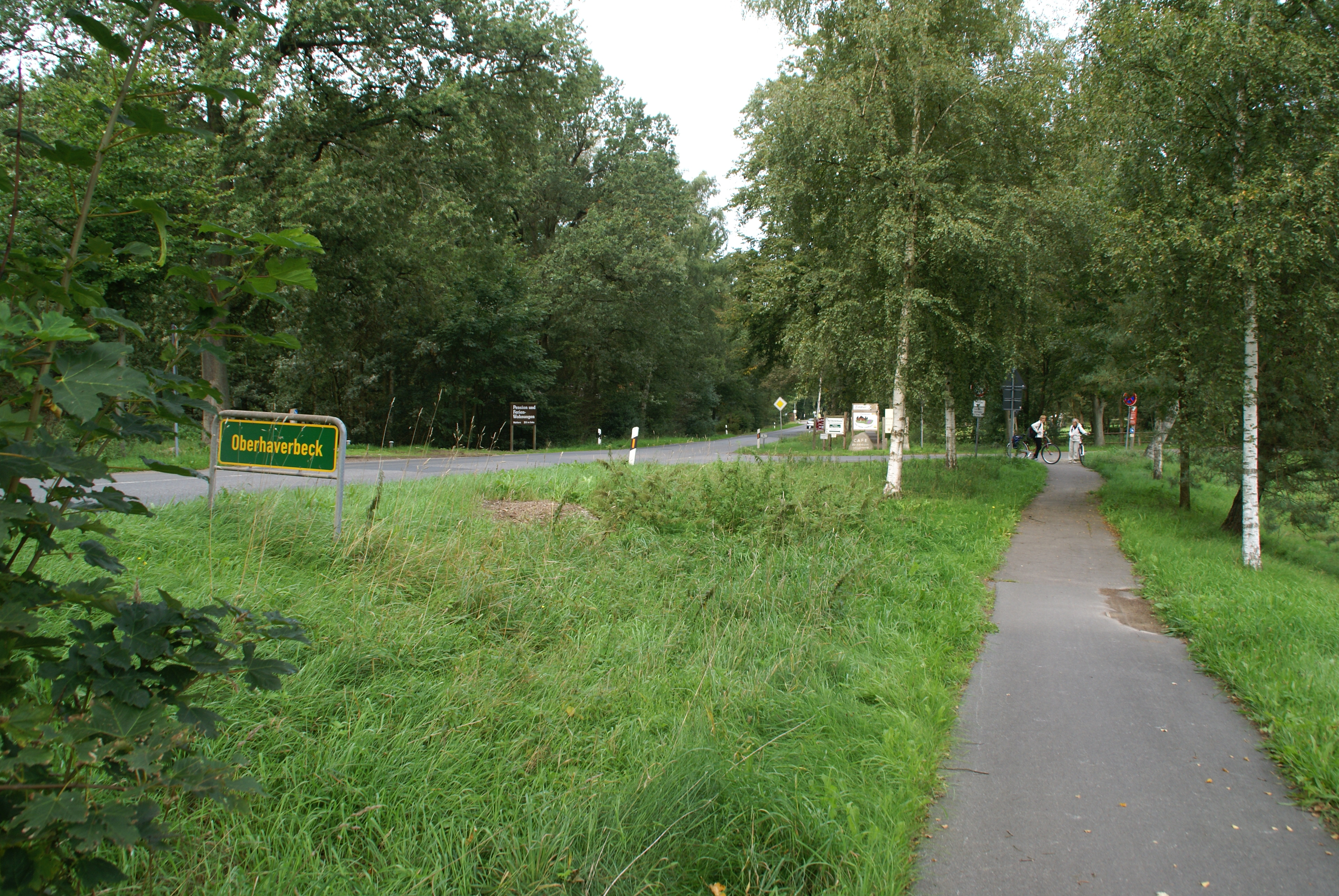
Entrada del poble

Oberhaverbeck és un nucli del municipi de Bispingen al districte de Heidekreis a l'estat de Baixa Saxònia (Alemanya). Es regat pel riu Haverbeeke.
Oberhaverbeck és un petit poble típic del parc natural de la landa de Lüneburg: un petit centre amb unes cases baixes amb teulats de vimet. L'activitat econòmica principal és el turisme.

## Llocs d'interès
- Arrencada de tota una sèrie de senders per vianants, ciclistes i a cavall